# Мар-дель-Плата
Мар-дель-Пла́та (ісп. Mar del Plata — Срібне Море) — курортне місто та порт на узбережжі Аргентинського моря. Розташоване на південному сході провінції Буенос-Айрес.

## Історія
Вважається, що першим європейцем, який прибув на береги, де зараз розташоване Мар-дель-Плата, був Фернан Магеллан у 1519 році.
1746 року у цьому місці було збудовано єзуїтську місію під назвою Нуестра-Сеньйора-дель-Пілар-дель-Волкан (ісп. Nuestra Señora del Pilar del Volcán). Пізніше місію закинули через напади індіанців племені теуельче.
1856 році тут знову з'явилися європейці, які заснували поселення Пуерто-де-ла-Лагуна-де-лос-Падрес (ісп. Puerto de la Laguna de los Padres). 1860 року дон Патрісіо Перальта Рамос купив ці землі у португальця Жозе Коельйо де Мейреєша та присвятив себе розбудові міста. За його часів місто стало осередком сільського господарства.
Датою заснування міста вважається 10 лютого 1874 року, коли уряд провінції Буенос-Айрес визнав поселення та дав йому ім'я Мар-дель-Плата. Дослідники вважають, що назва Мар-дель-Плата означає «море поблизу Ла-Плати».

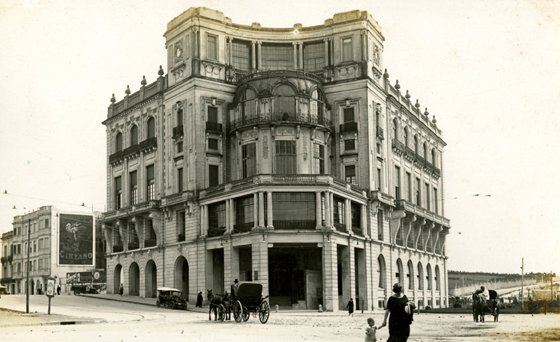
Клуб Мар-дель-Плати 1910-ті
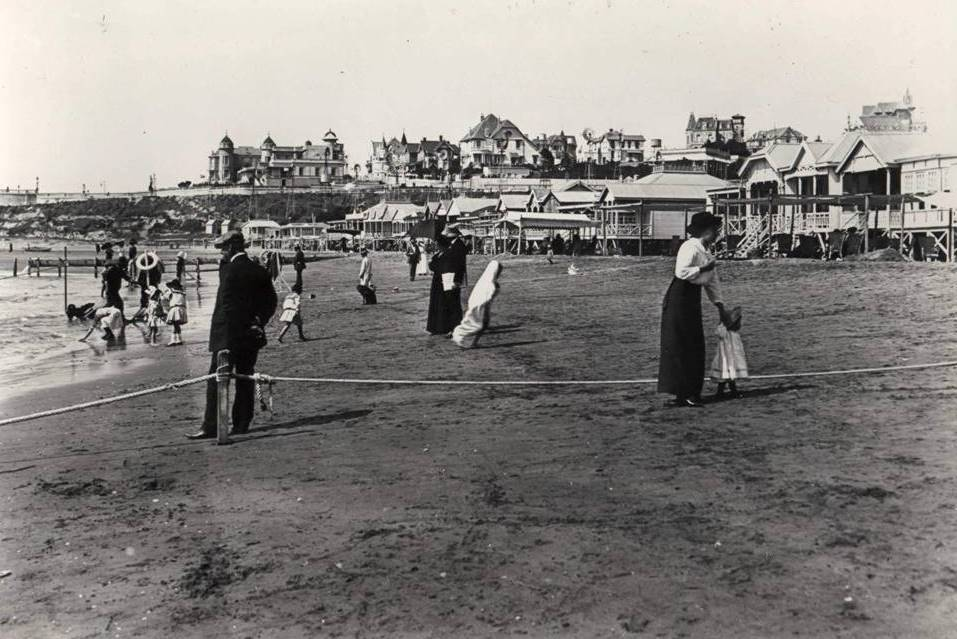
Пляж, 1910-ті
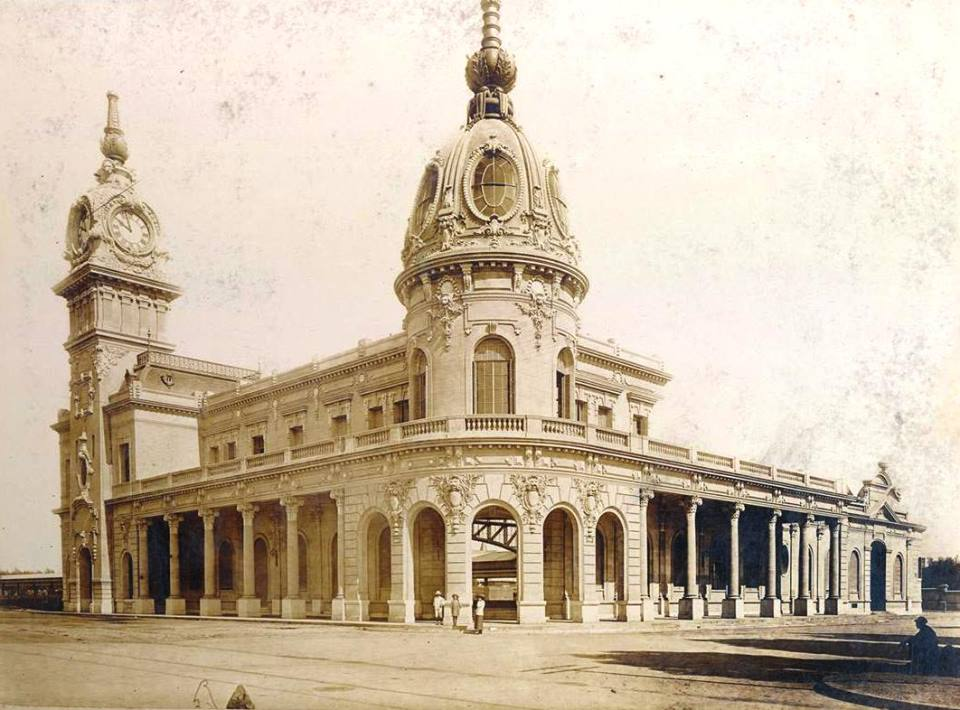
Залізничний вокзал, 1910-ті
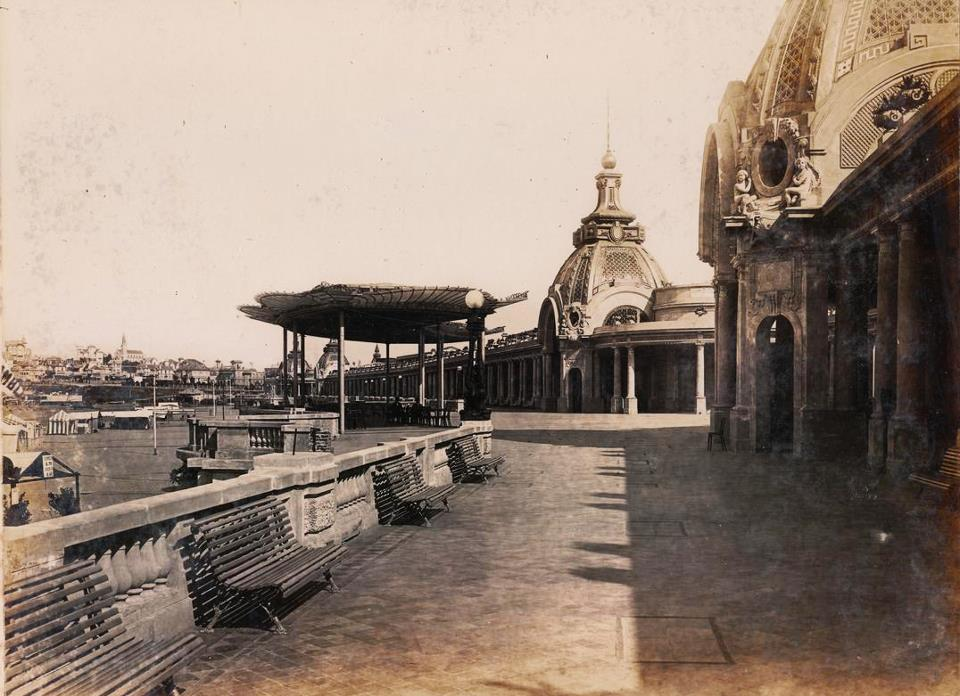
Набережна, 1913

1886 року до Мар-дель-Плати було збудовано залізницю, завдяки чому вона стала популярним місцем відпочинку вищого світу Буенос-Айреса.
Мар-дель-Плата отримала статус міста 22 липня 1907 року.
На початку XX століття з розповсюдженням соціалізму та оплачуваних відпусток місто-курорт набуло популярності у середнього та робітничого класу.
1924 року у місті було збудовано порт, завдяки чому Мар-дель-Плата стала одним з найважливіших центрів рибальства в Аргентині.

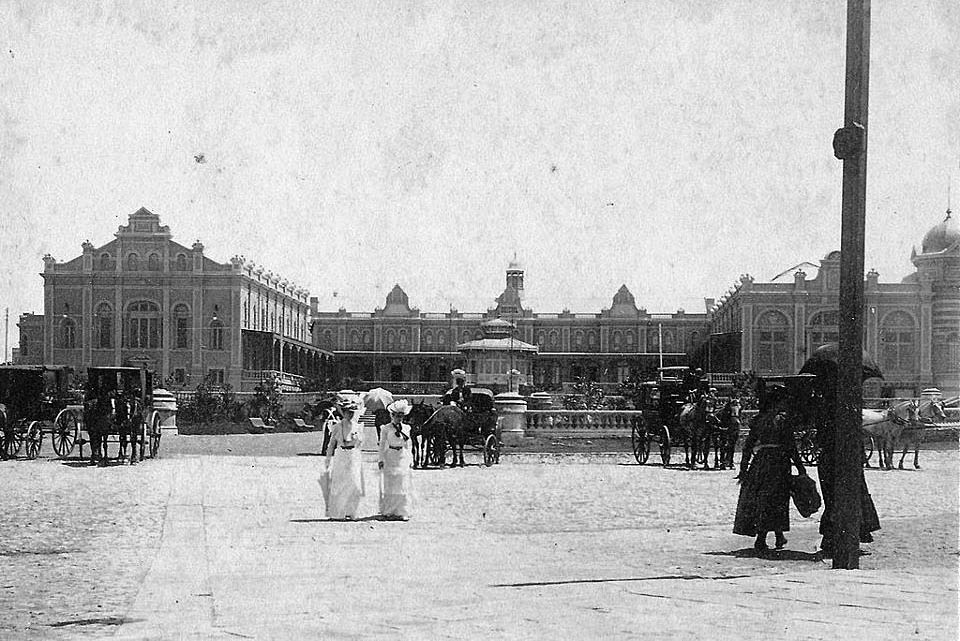
1890-ті
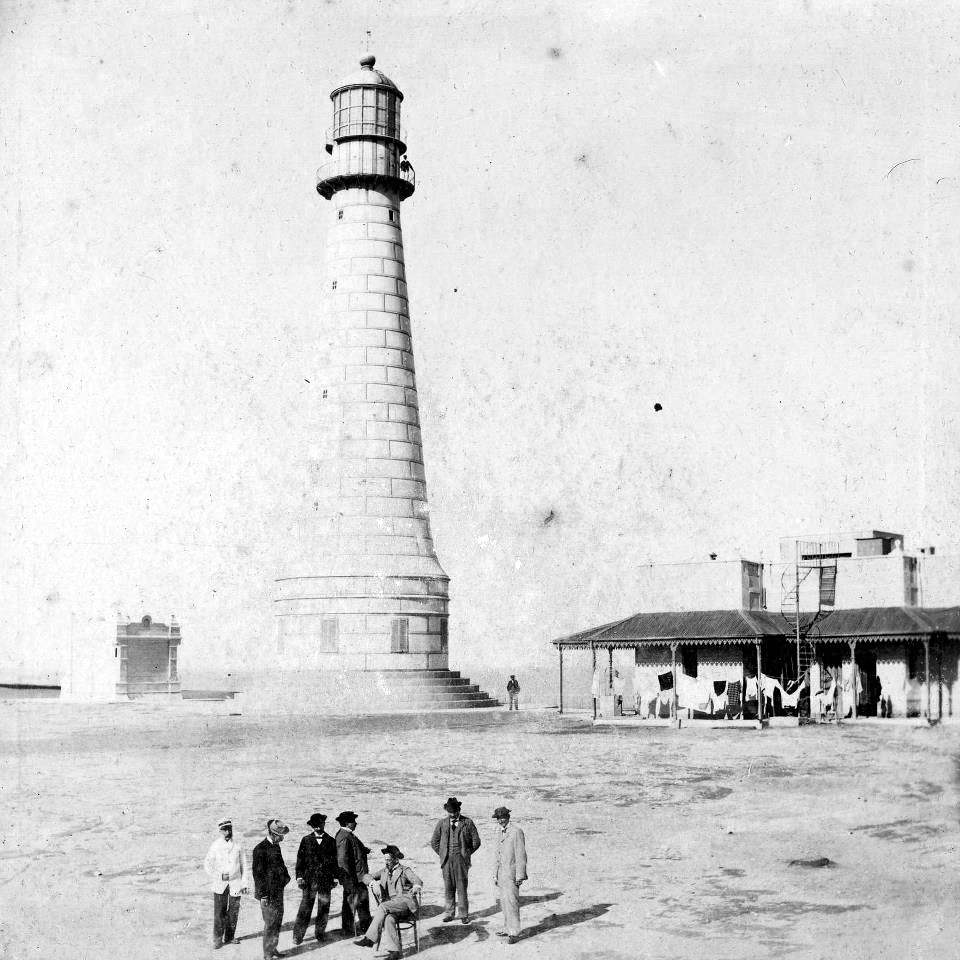
Маяк Мар-дель-Плати, 1890 р.
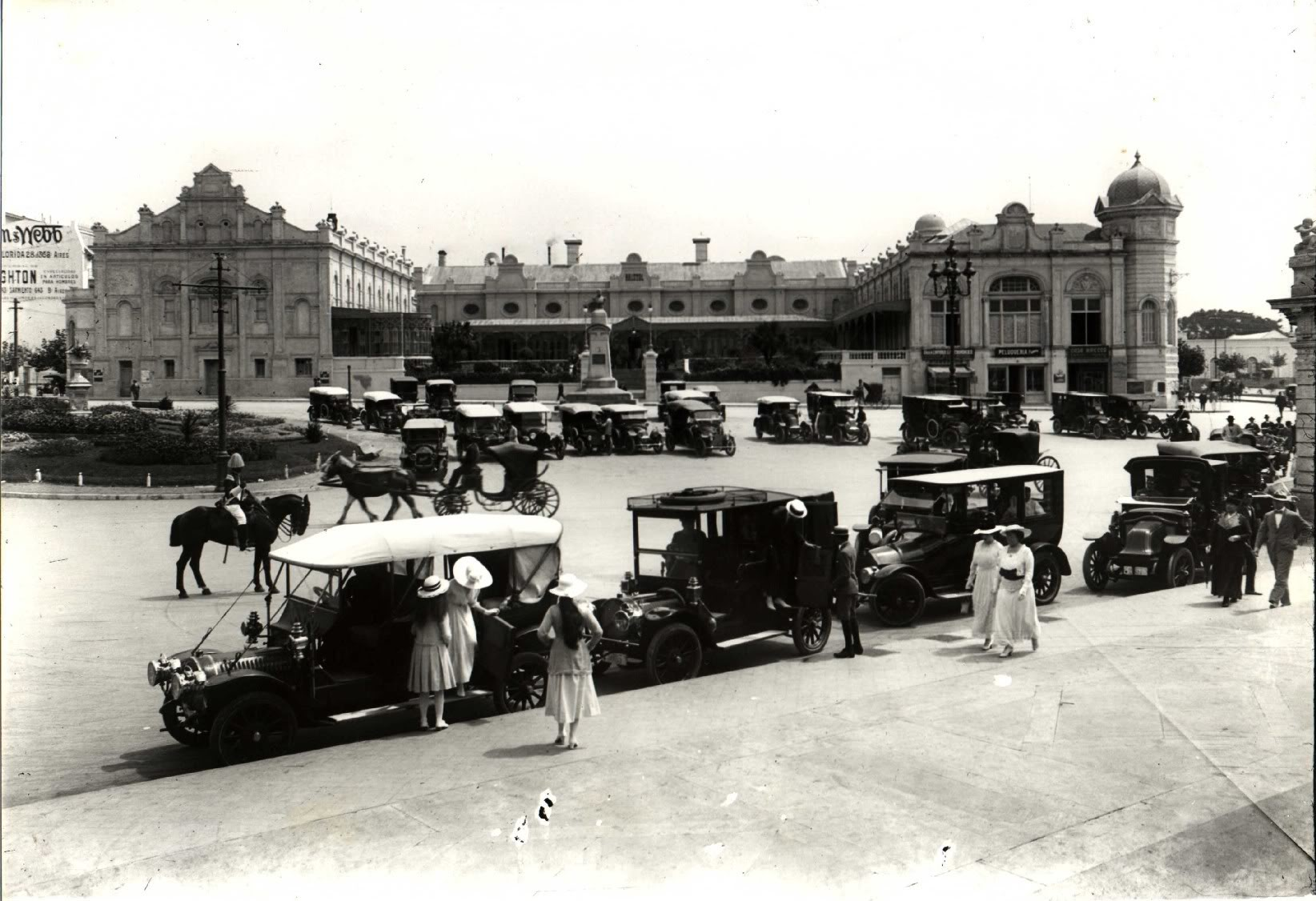
1920-ті
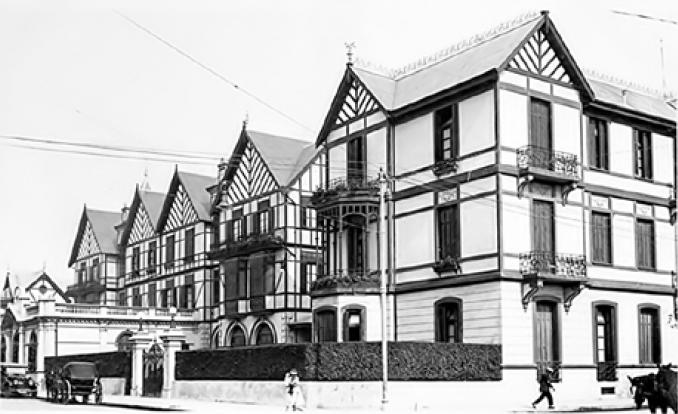
Готель "Бристоль", 1930-ті

## Клімат
Клімат Мар-дель-Плати помірний морський з рясними опадами (750 мм) впродовж усього року. Літо не спекотне з середньою температурою 22 °C. Зима прохолодна з середньою температурою 6-7 °C, часті снігопади та заморозки. Температура рідко піднімається вище 30 °C. Абсолютний максимум температури повітря за всю історію спостережень 41 °C спостерігався у січні 1957.
| Клімат Мар-дель-Плати (1961—1990) | Клімат Мар-дель-Плати (1961—1990) | Клімат Мар-дель-Плати (1961—1990) | Клімат Мар-дель-Плати (1961—1990) | Клімат Мар-дель-Плати (1961—1990) | Клімат Мар-дель-Плати (1961—1990) | Клімат Мар-дель-Плати (1961—1990) | Клімат Мар-дель-Плати (1961—1990) | Клімат Мар-дель-Плати (1961—1990) | Клімат Мар-дель-Плати (1961—1990) | Клімат Мар-дель-Плати (1961—1990) | Клімат Мар-дель-Плати (1961—1990) | Клімат Мар-дель-Плати (1961—1990) | Клімат Мар-дель-Плати (1961—1990) |
| Показник | Січ.                              | Лют.                              | Бер.                              | Квіт.                             | Трав.                             | Черв.                             | Лип.                              | Серп.                             | Вер.                              | Жовт.                             | Лист.                             | Груд.                             | Рік                               |
| Абсолютний максимум, °C | 41,6                              | 38,2                              | 36,3                              | 33,0                              | 28,5                              | 25,5                              | 27,7                              | 29,9                              | 30,1                              | 34,4                              | 35,7                              | 39,4                              | 41,6                              |
| Середній максимум, °C | 26,3                              | 25,8                              | 23,7                              | 20,5                              | 16,8                              | 13,8                              | 13,1                              | 14,4                              | 16,0                              | 18,5                              | 21,7                              | 24,4                              | 19,6                              |
| Середня температура, °C | 20,3                              | 19,9                              | 18,0                              | 14,6                              | 11,3                              | 8,5                               | 8,1                               | 8,9                               | 10,5                              | 13,1                              | 15,9                              | 18,5                              | 14,0                              |
| Середній мінімум, °C | 14,3                              | 14,1                              | 12,5                              | 9,1                               | 6,4                               | 4,1                               | 3,8                               | 4,0                               | 5,3                               | 7,6                               | 10,1                              | 12,7                              | 8,7                               |
| Абсолютний мінімум, °C | 3,0                               | 1,2                               | 0,2                               | −3,6                              | −3,7                              | −8                                | −9,3                              | −6,4                              | −6,3                              | −3                                | −2                                | −0,2                              | −9,3                              |
| Середня кількість сонячних годин на місяць | 288,3                             | 234,5                             | 232,5                             | 195,0                             | 167,4                             | 120,0                             | 127,1                             | 164,3                             | 174,0                             | 210,8                             | 222,0                             | 269,7                             | 2405,6                            |
| Норма опадів, мм | 100.1                             | 72.8                              | 107.0                             | 73.3                              | 73.5                              | 54.9                              | 58.9                              | 64.0                              | 56.4                              | 83.4                              | 75.3                              | 104.0                             | 923.6                             |
| Днів з опадами | 9                                 | 8                                 | 9                                 | 9                                 | 9                                 | 9                                 | 9                                 | 8                                 | 7                                 | 10                                | 10                                | 10                                | 107                               |
| Вологість повітря, % | 76                                | 77                                | 79                                | 81                                | 83                                | 84                                | 81                                | 81                                | 80                                | 80                                | 77                                | 76                                | 80                                |
| --- | --------------------------------- | --------------------------------- | --------------------------------- | --------------------------------- | --------------------------------- | --------------------------------- | --------------------------------- | --------------------------------- | --------------------------------- | --------------------------------- | --------------------------------- | --------------------------------- | --------------------------------- |
| Джерело: NOAA, Meteo Climat (record highs and lows), Oficina de Riesgo Agropecuario (June record low only), Servicio Meteorológico Nacional (precipitation days), UNLP (sun only) |                                   |                                   |                                   |                                   |                                   |                                   |                                   |                                   |                                   |                                   |                                   |                                   |                                   |

## Економіка

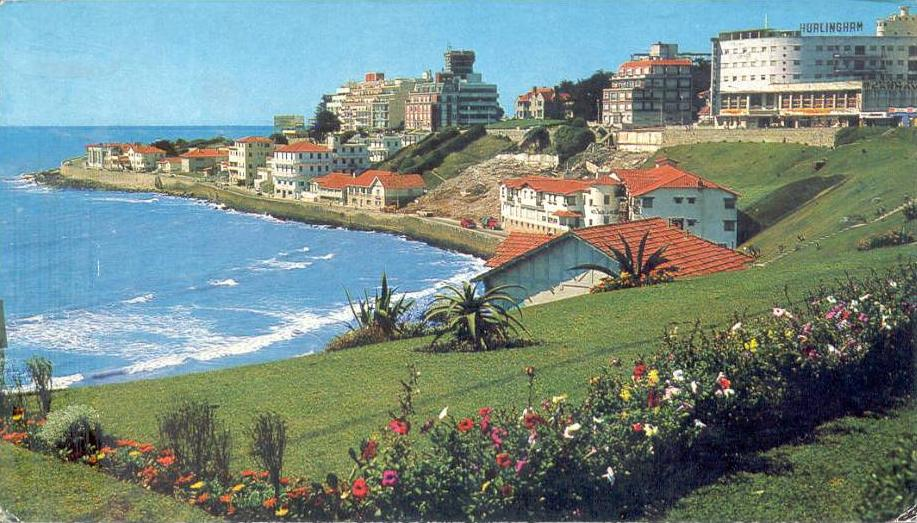
Узбережжя Мар-дель-Плати

Найважливішим джерелом доходів Мар-дель-Плати є туризм. 2006 року місто відвідали понад 7 мільйонів туристів. Мар-дель-Плата має розвинену структури доріг, готелів, ресторанів та інших туристичних принад. Щороку у місті проводиться міжнародний кінофестиваль.
Мар-дель-Плата також є важливим спортивним центром. Вона має сучасний олімпійський стадіон, який використовувався під час Чемпіонату світу з футболу 1978 та Панамериканських ігор 1995, а також 5 полів для гольфу та багато інших спортивних споруд.
Порт Мар-дель-Плата є важливим центром рибальства Аргентини. 47,5% океанічної риби, виловленої аргентинськими рибалками, припадає на Мар-дель-Плату .
Також у районі Мар-дель-Плати розвинуте садівництво, текстильна промисловість, машинобудівна та металообробна промисловість.
Місто має міжнародний аеропорт Aeropuerto Internacional Astor Piazolla.

## Освіта
1975 року у місті відкрився Національний університет Мар-дель-Плати (ісп. Universidad Nacional de Mar del Plata). 2005 року у ньому навчалося 20 247 студентів на 33 спеціальностях. Університет має факультети архітектури, дизайну та міського будівництва, аграрних наук, економічних та суспільних наук, природничих наук, охорони здоров'я, права, гуманітарних наук, інженерії, психології.
Крім того, у Мар-дель-Платі з 1967 року працюють приватні університети CAECE, FASTA, Атлантида і Національний технологічний університет.

## Туристичні принади

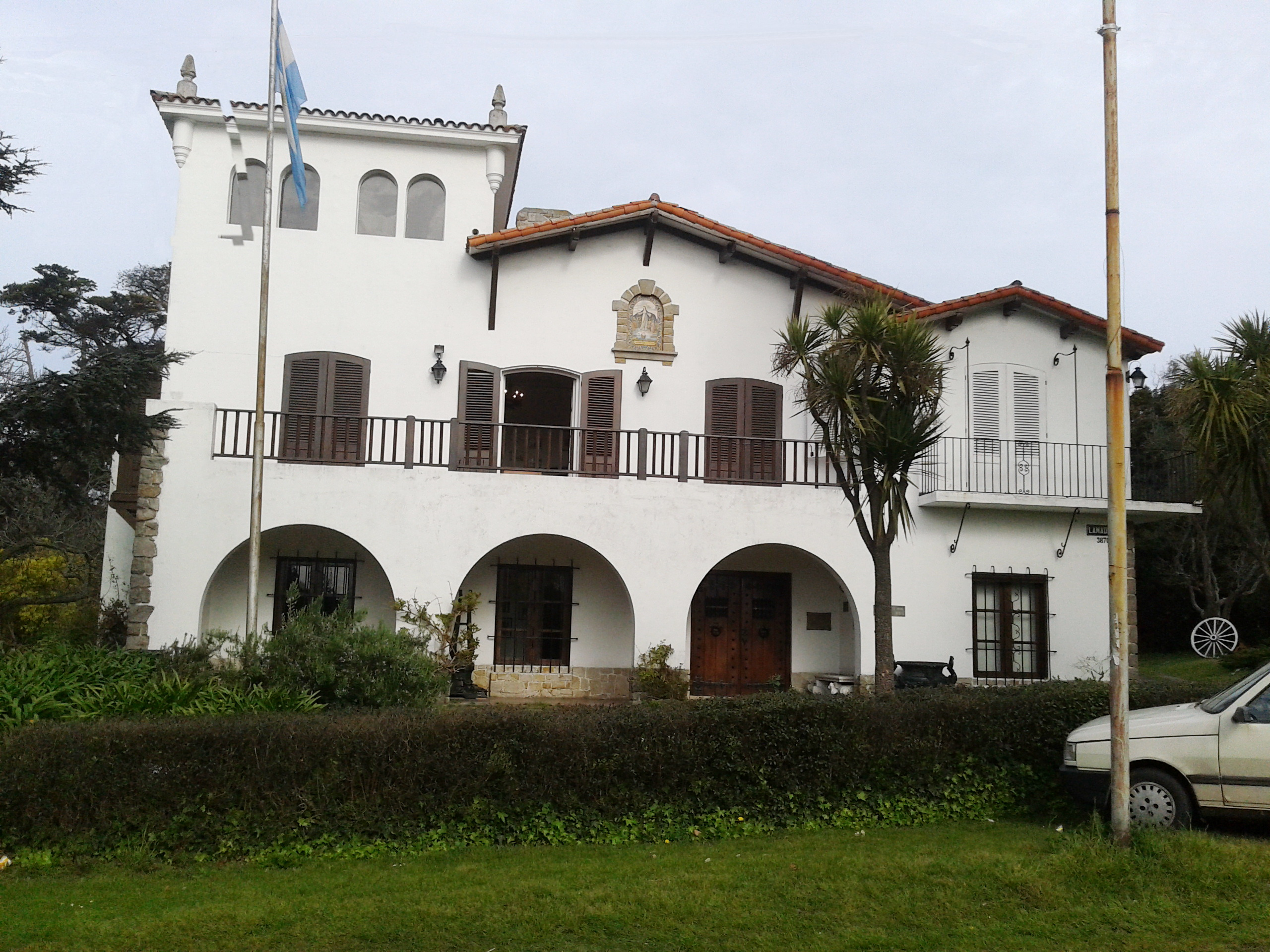
Міський історичний музей
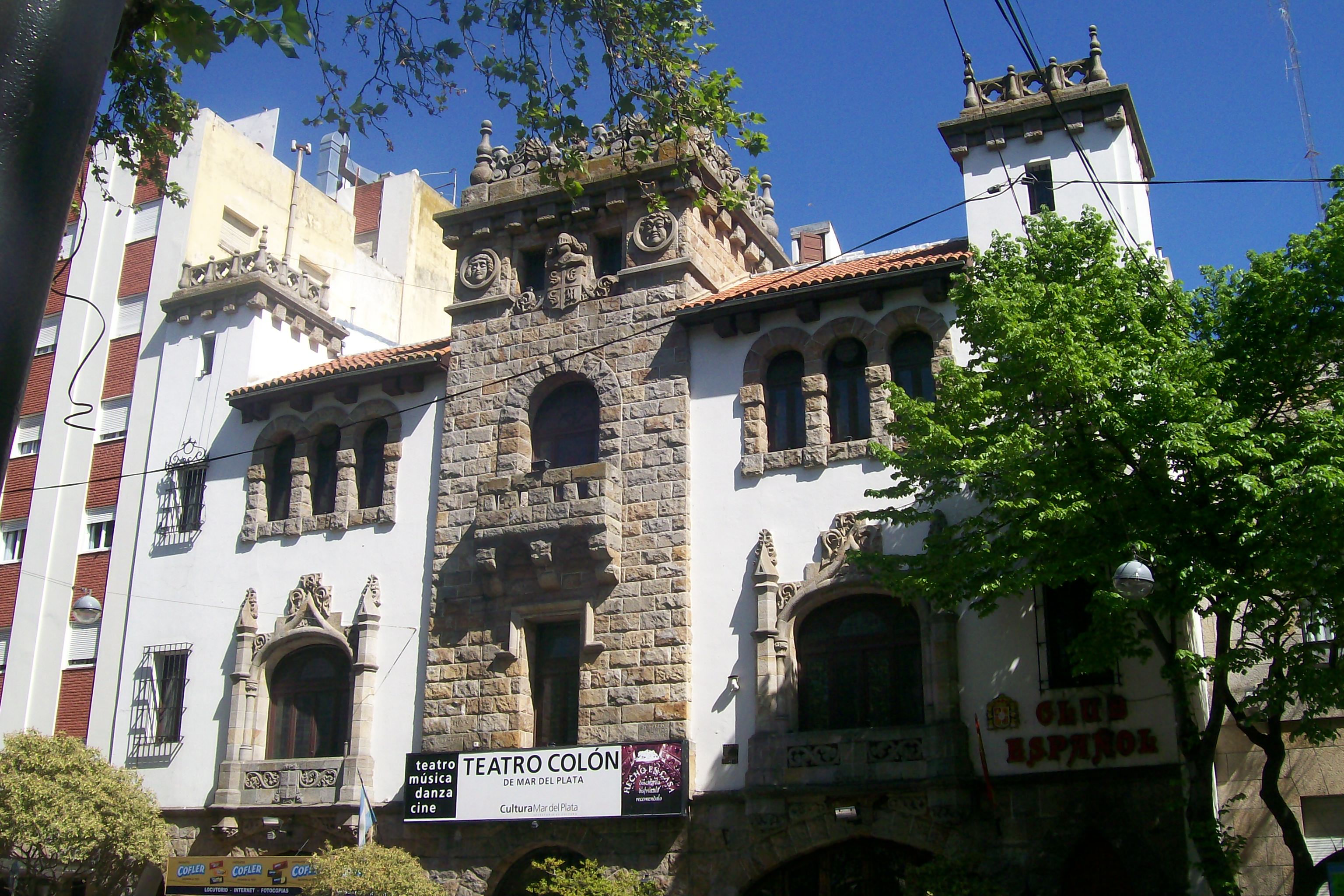
Театр Колумба
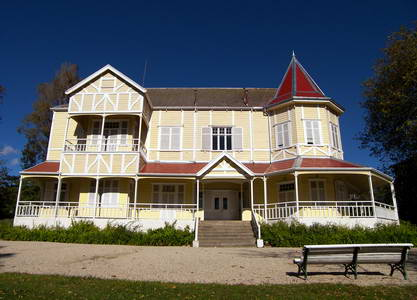
Вілла Вікторія, музей Вікторії Окампо
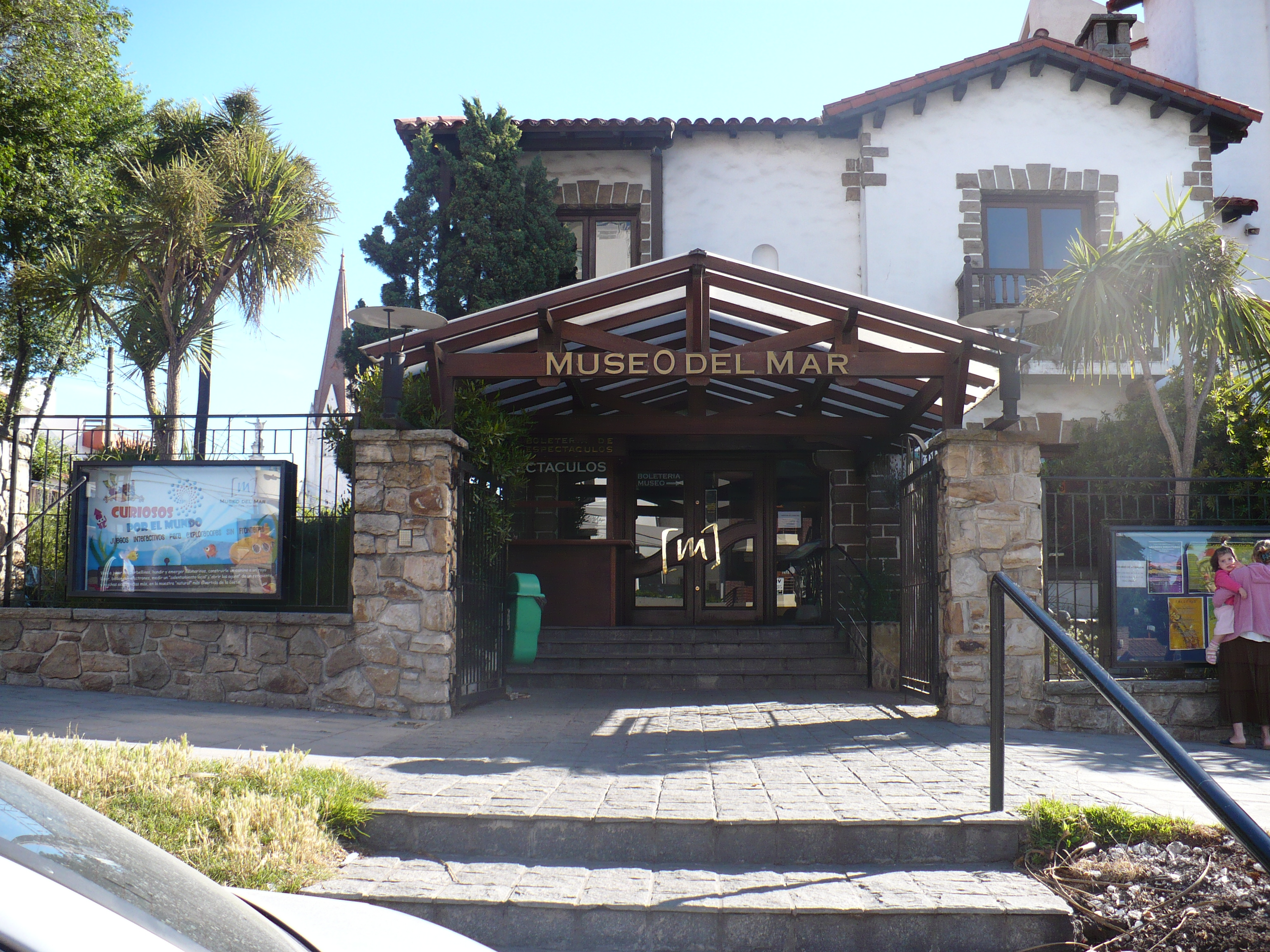
Музей моря
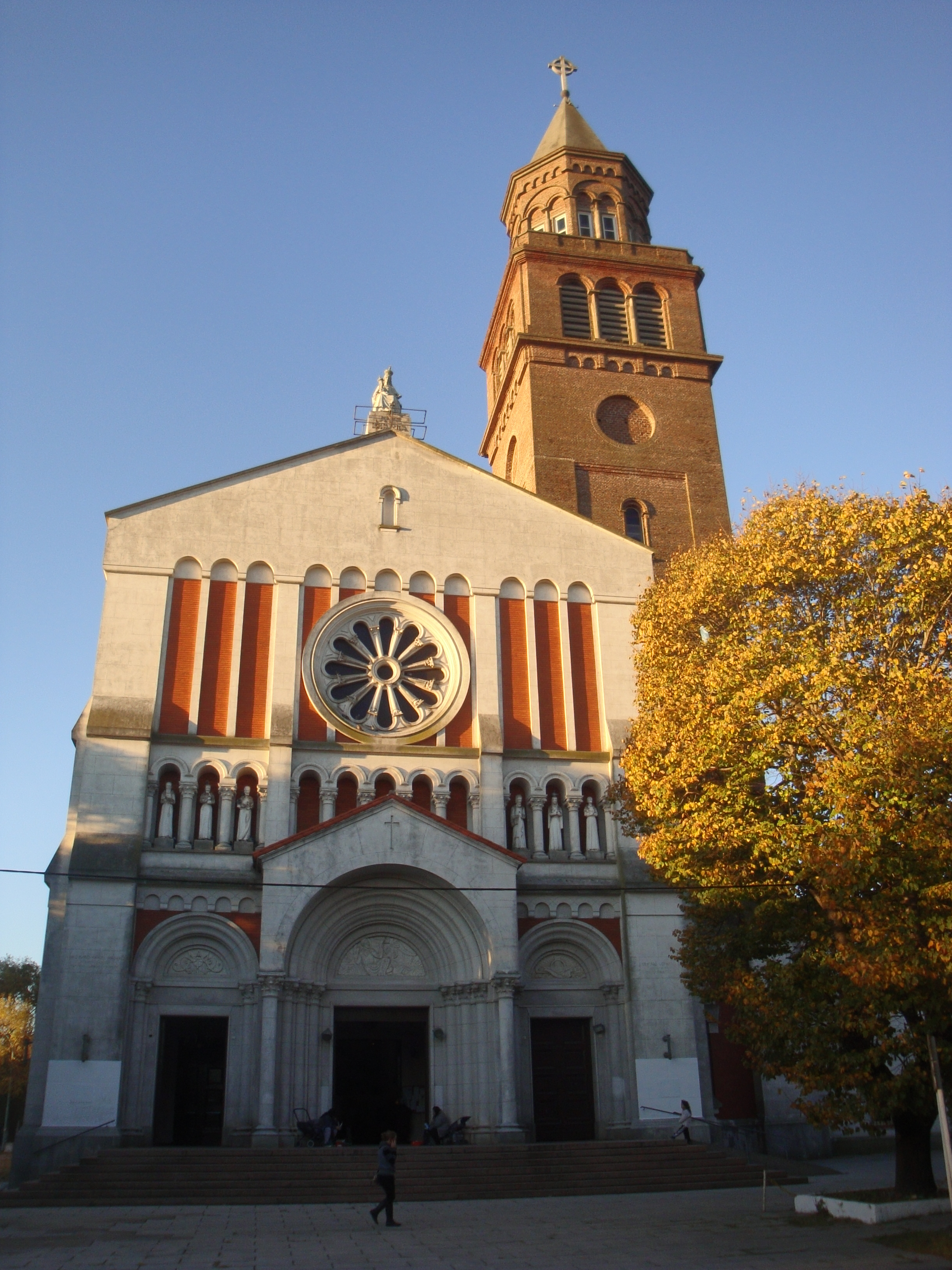
Церква Нової Помпеї
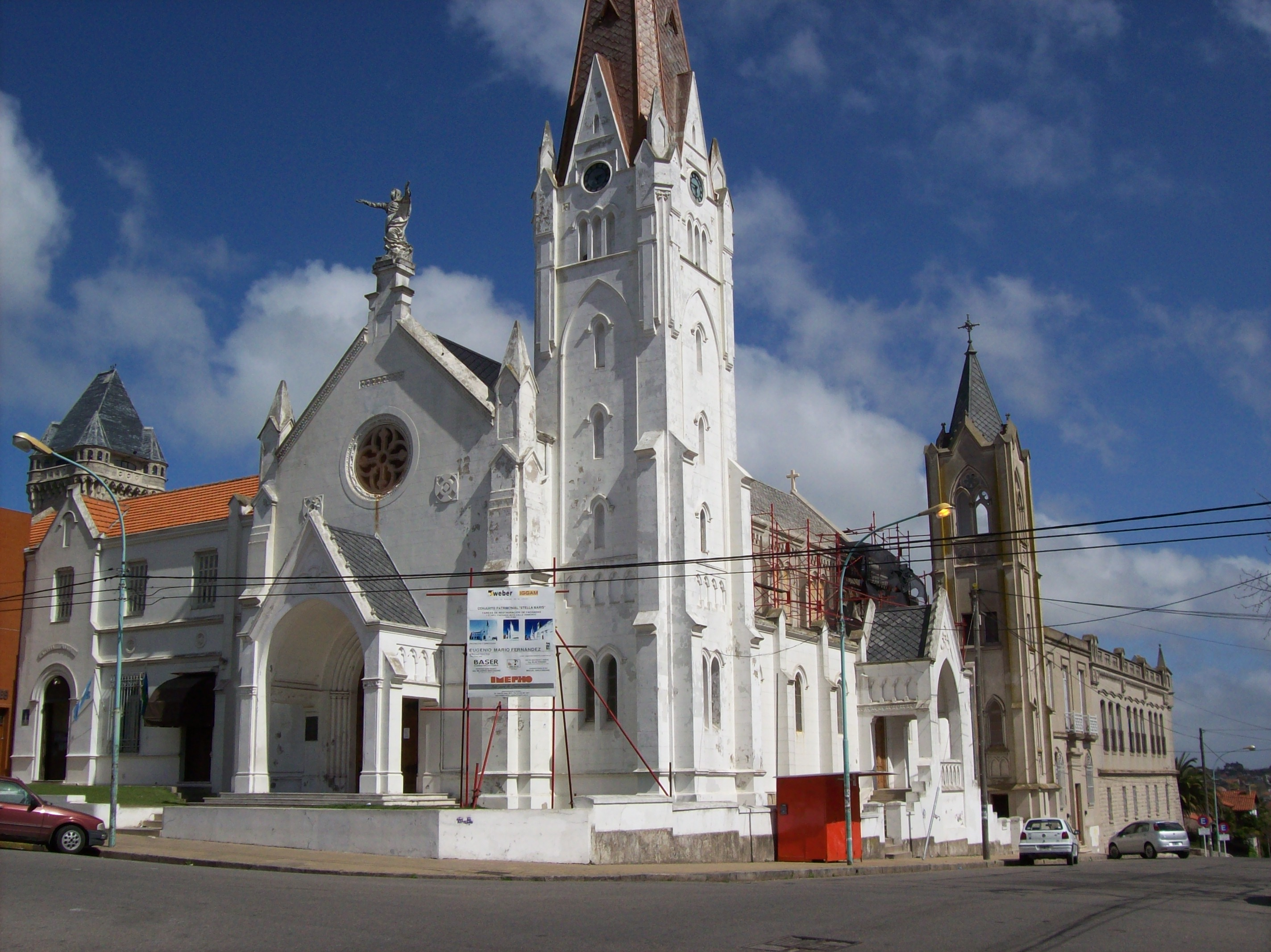
Церква Богородиці Stella Maris
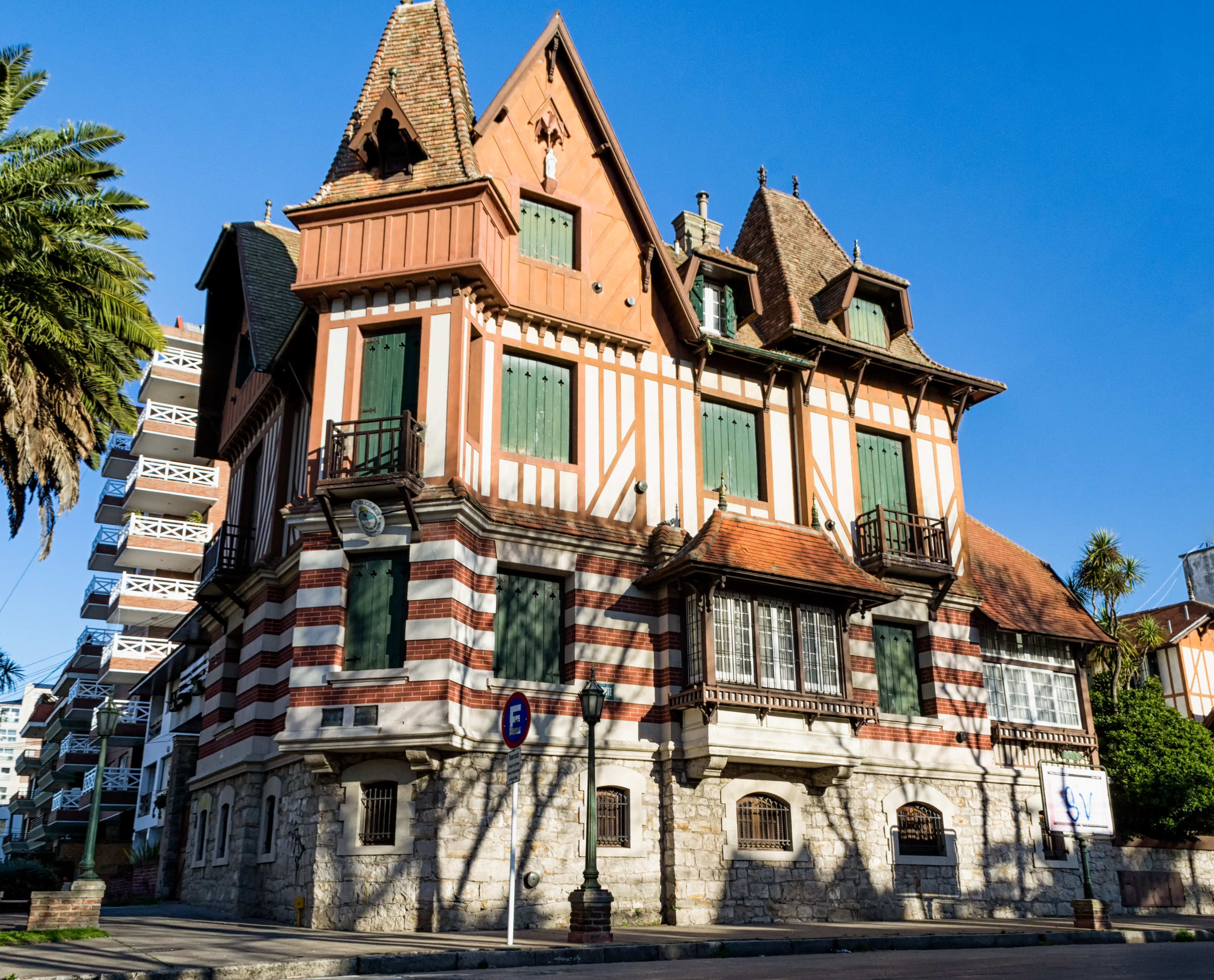
Вілла Норманді
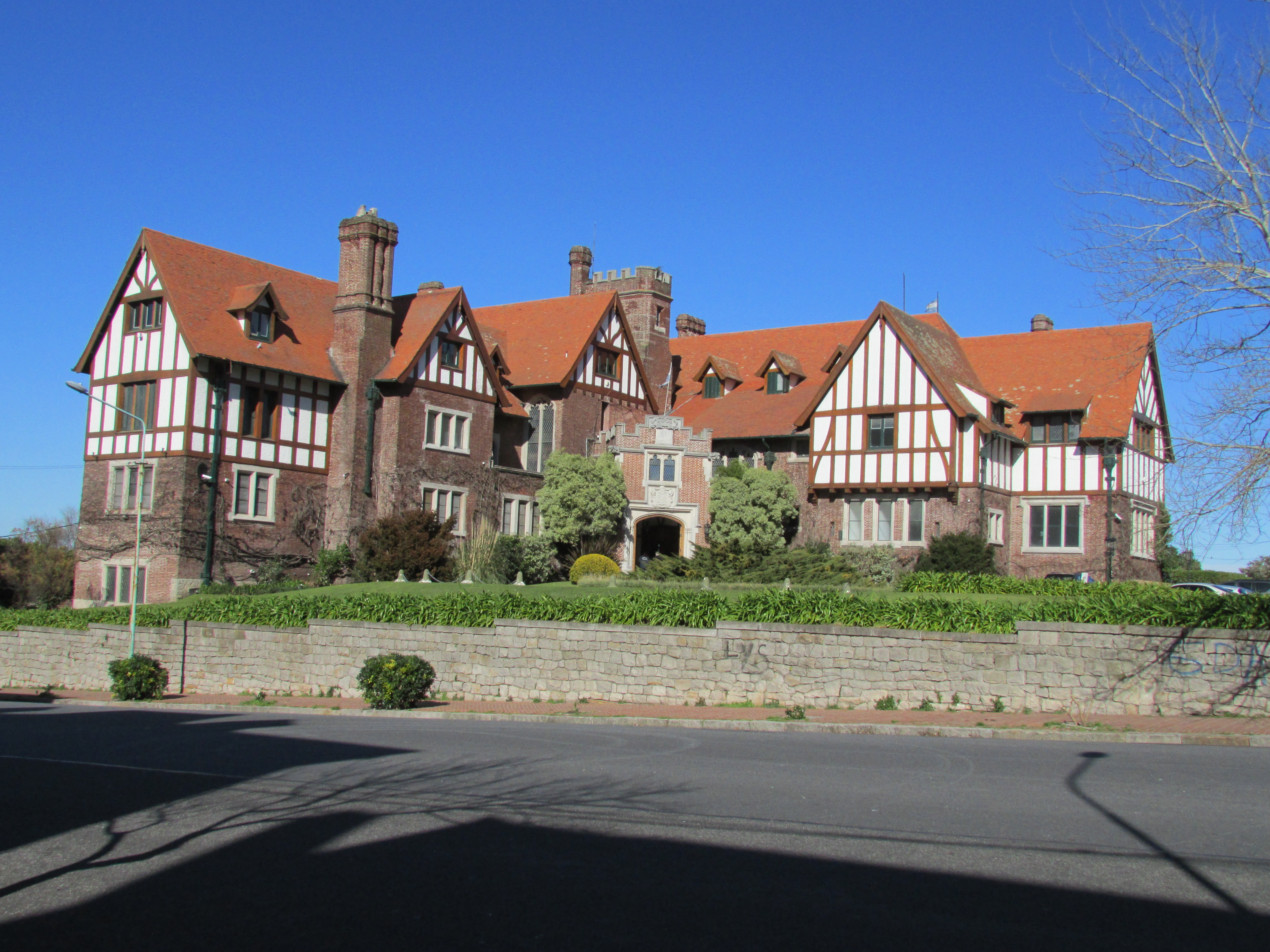
Гольф-клуб
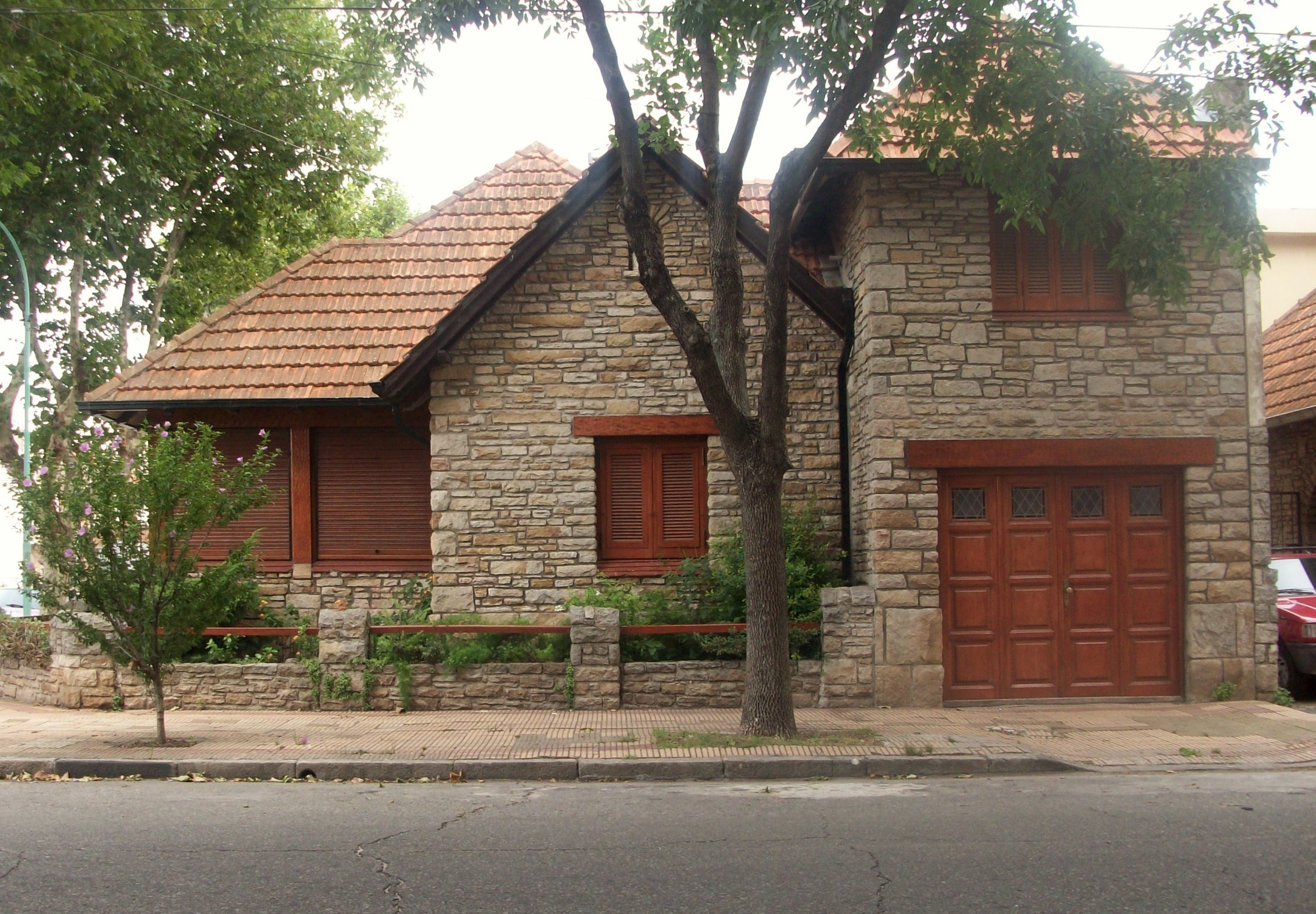
Приватна садиба у типовому для Мар-дель-Плати архітектурному стилі

## Видатні особистості
У місті Мар-дель-Плата народились чи виросли такі відомі люди:
- Астор П'яццола (1921—1992) — аргентинський композитор та музикант.
- Гектор Бабенко (1946—2016) — кінорежисер.
- Макарена Ачага (* 1992) — аргентинська акторка, модель, співачка та телеведуча.

## Міста-побратими
Мар-дель-Плата має побратимські відносини з такими містами:
- Мексика, Канкун (1987)
- Швейцарія, Фрібур (1994)
- Італія, Ачиреале (1996)
- Куба, Гавана (1998)
- Італія, Порто-Реканаті (1998)
- Італія, Сант'Анджело-ін-Вадо (1998)
- Італія, Барі (2000)
- Іспанія, Ла-Корунья (2000)
- Парагвай, Естансья-дель-Сокорро (2000)
- США, Форт-Лодердейл (2001)
- Італія, Сан-Бенедетто-дель-Тронто (2001)
- Чилі, Вінья-дель-Мар (2001)
- КНР, Тяньцзінь (2001)
- Мексика, Ісла-Мухерес (2001)
- Італія, Сорренто (2007)
- Росія, Санкт-Петербург (2010)